# Sangalopsis fustina
Sangalopsis fustina là một loài bướm đêm trong họ Geometridae.